# Torralba del Pinar
Pour les articles homonymes, voir Torralba (homonymie).
Torralba del Pinar (en valencien et en castillan) est une commune d'Espagne de la province de Castellón dans la Communauté valencienne. Elle est située dans la comarque de l'Alto Mijares et dans la zone à prédominance linguistique castillane.

## Géographie

Localisation de Torralba del Pinar
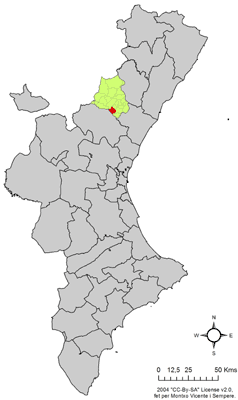
dans la Communauté valencienne.
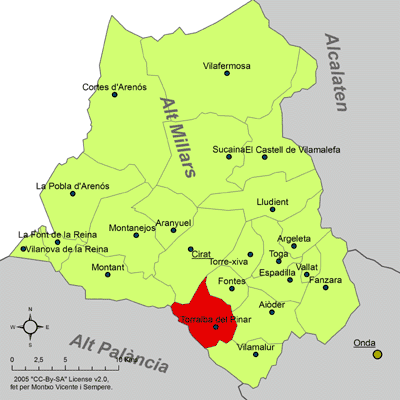
dans la comarque de l'Alto Mijares.